# Ramulina
Ramulina es un género de foraminífero bentónico de la subfamilia Ramulininae, de la familia Polymorphinidae, de la superfamilia Polymorphinoidea, del suborden Lagenina y del orden Lagenida. Su especie-tipo es Ramulina laevis. Su rango cronoestratigráfico abarca desde el Jurásico hasta la Actualidad.

## Discusión
Clasificaciones previas incluían Ramulina en la superfamilia Nodosarioidea.

## Clasificación
Se han descrito numerosas especies de Ramulina. Entre las especies más interesantes o más conocidas destacan:
- Ramulina aculeata
- Ramulina globulifera
- Ramulina laevis

Un listado completo de las especies descritas en el género Ramulina puede verse en el siguiente anexo.